# Ди Мария, Анхель
А́нхель Фабиа́н Ди Мари́я Эрна́ндес (исп. Ángel Fabián Di María Hernández, испанское произношение: [ˈaŋxel faˈβjan di maˈɾia]; род. 14 февраля 1988, Росарио, Санта-Фе) — аргентинский футболист, полузащитник клуба «Росарио Сентраль». Выступал за сборную Аргентины.
Воспитанник клуба «Росарио Сентраль», в 2007 году Ди Мария переехал в Европу, подписав контракт с португальской «Бенфикой». Три года спустя за 25 млн евро был куплен мадридским «Реалом», в составе которого стал чемпионом Испании и победителем Лиги чемпионов. В августе 2014 года полузащитник перешёл в «Манчестер Юнайтед». Заплаченные за его трансфер 59,7 млн фунтов стали рекордом для английских клубов. Проведя один сезон в Манчестере, в 2015 году Ди Мария перешёл за 63 млн евро в «Пари Сен-Жермен».
С 2008 по 2024 год Ди Мария регулярно вызывался в сборную Аргентины. Обладатель золотой медали пекинской Олимпиады (2008), победитель Копа Америка (2021 и 2024) и чемпион мира 2022 года. Участник четырёх чемпионатов мира (2010, 2014, 2018, 2022). Занимает 4-е место в истории по сыгранным матчам в составе сборной Аргентины. Первый футболист в истории, забивавший мячи в финалах континентального первенства, чемпионата мира и Олимпийских игр.

## Клубная карьера

### Ранние годы
Анхель Ди Мария родился 14 февраля 1988 года в Росарио в семье Мигеля и Дианы Ди Мария. Семья жила небогато. Родители Анхеля работали на угольном складе и с раннего детства и он, и две его сестры, помогали им.
Ди Мария начал играть в футбол по рекомендации врача, так как он был очень подвижным ребёнком и нуждался в спорте, чтобы куда-то деть свою энергию.Он начал свои выступления с 7-летнего возраста в команде своего родного города «Атлетико Эль Торито», откуда в 13 лет перешёл в «Росарио Сентраль». Именно в этом клубе впервые заявил о себе. В 17-летнем возрасте Ди Мария дебютировал в играх за основной состав своей команды в матче с «Индепендьенте» в последнем туре Апертуры-2005. Через пару лет к нему появился интерес со стороны европейских клубов. Среди них был и российский «Рубин», с которым футболист практически достиг договорённости о переходе в начале 2007 года, однако Анхель передумал в самый последний момент.

### «Бенфика»
После отличного выступления и победы на молодёжном чемпионате мира 2007 (в ходе турнира игрок забил 3 гола) Ди Марию купила португальская «Бенфика» за 6 миллионов евро. Президент «Бенфики» Луиш Фелипе Виейра заявил, что покупает отличную замену Симан Саброзе на ближайшие 5 лет.
В 2008 году Ди Мария стал олимпийским чемпионом. Он забил победный гол с передачи Лионеля Месси на 105-й минуте четвертьфинального матча против сборной Нидерландов. На 58-й минуте финального матча против сборной Нигерии Ди Мария забил единственный гол в матче, и Аргентина во второй раз в своей истории стала победителем Олимпийского футбольного турнира.
После первых двух сезонов без чемпионских титулов (клуб выиграл только Кубок лиги), «Бенфика» выдала успешный в национальных первенствах год. В сезоне 2009/10 клуб не только сохранил у себя Кубок лиги, но и стал чемпионом Португалии. Игра аргентинца обратила на себя внимание многих европейских грандов.

### «Реал Мадрид»
«Королевский клуб» официально оформил трансфер игрока 28 июня 2010 года. Соглашение было рассчитано на 6 лет. Сумма трансфера составила от 25 млн евро плюс 5 млн после внесения игрока в заявочный лист клуба. Ди Мария сказал после перехода: «Я очень рад, что стал футболистом „Реала“. Давно мечтал о том, чтобы выступать в ведущих чемпионатах Европы. Этот факт придаст мне ещё больше сил в матчах за сборную Аргентины и дай Бог, чтобы я приехал в Мадрид чемпионом мира». 29 августа он дебютировал в составе клуба в матче первого тура чемпионата Испании против «Мальорки». 18 сентября Ди Мария забил первый гол за «Реал», принеся победу своей команде в игре с «Реал Сосьедадом». Десять дней спустя он забил свой первый гол в Лиге чемпионов, который принёс мадридцам победу в матче против «Осера». 19 декабря 2010 года Ди Мария забил гол «Севилье», который также принёс «Реалу» победу. Три дня спустя, 22 декабря в первом матче 1/8 финала Кубка Испании Ди Мария отдал 3 голевые передачи: 2 на Карима Бензема и 1 на Криштиану Роналду. В ответном матче 1/8 финала Лиги чемпионов он забил третий и последний гол в ворота «Лиона», и таким образом помог «Реалу» преодолеть стадию 1/8 Лиги чемпионов впервые за последние 7 лет. Ди Мария забил третий гол «Реала» в ворота «Тоттенхэм Хотспур» в матче 1/4 финала Лиги чемпионов. 20 апреля 2011 года в финале Кубка Испании с «Барселоной» он был удалён на 120-й минуте дополнительного времени после того, как получил вторую жёлтую карточку. «Реал» победил со счётом 1:0, единственный гол забил Криштиану Роналду после подачи Ди Марии, который выиграл свой первый трофей в «Реале». 1 мая 2011 года аргентинец провёл свой 50-й матч за «Реал». По окончании сезона футболист заявил, что хотел бы улучшить условия своего контракта.
7 ноября 2011 года Ди Мария получил травму задней поверхности бедра и выбыл из строя на месяц. 3 декабря 2011 года в матче с хихонским «Спортингом» Ди Мария забил гол ударом с острого угла, за что после завершения игры получил похвалу от главного тренера команды Жозе Моуринью. В декабре Анхель обратился к руководству «Реала» с просьбой увеличить заработную плату с 1,8 млн до 3,5 млн евро в год. 12 июня контракт был продлён до 2018 года.
24 августа 2012 года в первом матче Суперкубка Испании забил второй гол за «Реал», тем самым оставив неплохие шансы на ответную игру в Мадриде; встреча окончилась счётом 3:2. В ответном матче на «Сантьяго Бернабеу» «Реал» обыграл «Барселону» со счётом 2:1 и стал обладателем Суперкубка Испании.

### «Манчестер Юнайтед»
26 августа 2014 года Ди Мария подписал пятилетний контракт с «Манчестер Юнайтед». Сумма трансфера составила 59,7 миллиона фунтов стерлингов, что стало трансферным рекордом для английских клубов. В команде он получил футболку с номером «7». 30 августа дебютировал за «красных дьяволов», выйдя в стартовом составе на матч с «Бернли». 14 сентября в игре против «Куинз Парк Рейнджерс» Ди Мария забил свой первый гол в составе «Манчестер Юнайтед», а также отдал голевую передачу на Хуана Мату. «Юнайтед» победил в этой встрече со счётом 4:0. 29 ноября в матче с «Халл Сити» аргентинец получил травму, в результате чего был вынужден пропустить несколько матчей. 4 января 2015 года Анхель вернулся на поле, выйдя на замену Фалькао в матче 1/32 Кубка Англии с «Йовил Таун». В этом матче аргентинец сумел забить гол на 90-й минуте, обеспечив победу «Юнайтед» со счётом 2:0.

### «Пари Сен-Жермен»
После неудачного сезона в «Манчестер Юнайтед» Ди Мария принял решение покинуть Англию и 6 августа 2015 года стал футболистом «Пари Сен-Жермен», подписав контракт до 2019 года. Сумма трансфера составила 63 млн евро.
23 апреля 2016 года в финале Кубка Франции против «Лилля» забил решающий гол на 74-й минуте.
20 мая 2022 года сообщалось на сайте клуба, что полузащитник ПСЖ Анхель Ди Мария покинет французский клуб после завершения сезона.

### «Ювентус»
После окончания контракта с «Пари Сен-Жермен» Ди Мария подписал контракт с итальянским «Ювентусом» на один год. Дебютировал за клуб 15 августа 2022 года в матче против «Сассуоло», сначала отличившись голом, а затем ещё также отдал результативную передачу, однако на 66-й минуте был заменён из-за полученной травмы. 14 сентября 2022 года сыграл свой 100-й матч в Лиге чемпионов УЕФА против лиссабонской «Бенфики».
23 февраля 2023 года оформил хет-трик за «Ювентус» в матче 1/16 финала Лиги Европы против «Нанта».
6 июня 2023 года объявил об уходе из «Ювентуса».

### Возвращение в «Бенфику»
5 июля 2023 года на правах свободного агента вернулся в «Бенфику», за которую выступал в период с 2007 по 2010 год. 12 декабря 2023 года в матче Лиги чемпионов против клуба «Ред Булл Зальцбург» (3:1) забил мяч прямым ударом с углового. 6 августа 2024 года продлил контракт с клубом до лета 2025 года.

### Возвращение в «Росарио Сентраль»
29 мая 2025 года клуб «Росарио Сентраль», за который Ди Мария выступал в начале карьеры, объявил, что он вернётся в клуб на правах свободного агента после участия «Бенфики» в Клубном чемпионате мира 2025.

## Карьера в сборной
В 2007 году Ди Мария был вызван в молодёжную сборную Аргентины на молодёжный чемпионат Южной Америки в Парагвае. В том же году принял участие и в молодёжном чемпионате мира в Канаде. Забил 3 мяча и помог Аргентине стать чемпионом.
Год спустя Ди Мария и некоторые его товарищи по команде из молодёжной сборной были вызваны в олимпийскую сборную для участия в летней Олимпиаде в Пекине. Аргентинцы сумели выиграть золотые медали, а Анхель записал на свой счёт два победных мяча в плей-офф — в четвертьфинале со сборной Нидерландов (2:1) и в финальном матче с командой Нигерии (1:0).
6 сентября 2008 года дебютировал в основной сборной в матче с командой Парагвая.
Принял участие в четырёх чемпионатах мира (2010, 2014, 2018 и 2022), причём по итогам бразильского мундиаля Анхель был включён в шорт-лист номинантов на «Золотой мяч» (приз лучшему игроку турнира).
В 2021 году на Кубке Америки в финале забил победный мяч в ворота бразильцев, а Аргентина стала победителем турнира.
18 декабря 2022 года в финале чемпионата мира в Катаре забил мяч в ворота сборной Франции на 36-й минуте матча, а затем был заменён на 64-й минуте. Аргентина выиграла матч в серии пенальти, и Ди Мария стал чемпионом мира.
В октябре 2023 года Ди Мария объявил, что завершит карьеру в сборной после Кубка Америки 2024. Последней его игрой за сборную стал финальный матч этого турнира, в котором аргентинцы обыграли сборную Колумбии со счётом 1:0 и стали победителями во второй раз подряд.

## Статистика выступлений

### Клубная карьера
| Клуб              | Сезон            | Лига | Лига | Кубок страны | Кубок страны | Кубок лиги | Кубок лиги | Континент. кубки | Континент. кубки | Прочие | Прочие | Итого | Итого |
| Клуб              | Сезон            | Игры | Голы | Игры         | Голы         | Игры       | Голы       | Игры             | Голы             | Игры   | Голы   | Игры  | Голы  |
| ----------------- | ---------------- | ---- | ---- | ------------ | ------------ | ---------- | ---------- | ---------------- | ---------------- | ------ | ------ | ----- | ----- |
| Росарио Сентраль  | 2005/06          | 10   | 0    | −            | −            | −          | −          | 4                | 0                | 0      | 0      | 14    | 0     |
| Росарио Сентраль  | 2006/07          | 25   | 6    | −            | −            | −          | −          | 0                | 0                | 0      | 0      | 25    | 6     |
| Росарио Сентраль  | Итого            | 35   | 6    | 0            | 0            | 0          | 0          | 4                | 0                | 0      | 0      | 39    | 6     |
| Бенфика           | 2007/08          | 26   | 0    | 5            | 0            | 3          | 0          | 11               | 1                | 0      | 0      | 45    | 1     |
| Бенфика           | 2008/09          | 24   | 2    | 0            | 0            | 5          | 1          | 5                | 1                | 0      | 0      | 34    | 4     |
| Бенфика           | 2009/10          | 26   | 5    | 1            | 0            | 4          | 1          | 14               | 4                | 0      | 0      | 45    | 10    |
| Бенфика           | Итого            | 76   | 7    | 6            | 0            | 12         | 2          | 30               | 6                | 0      | 0      | 124   | 15    |
| Реал Мадрид       | 2010/11          | 35   | 6    | 8            | 0            | −          | −          | 10               | 3                | 0      | 0      | 53    | 9     |
| Реал Мадрид       | 2011/12          | 23   | 5    | 0            | 0            | −          | −          | 7                | 2                | 2      | 0      | 32    | 7     |
| Реал Мадрид       | 2012/13          | 32   | 7    | 7            | 1            | −          | −          | 11               | 0                | 2      | 1      | 52    | 9     |
| Реал Мадрид       | 2013/14          | 34   | 4    | 7            | 4            | −          | −          | 11               | 3                | 0      | 0      | 52    | 11    |
| Реал Мадрид       | 2014/15          | 0    | 0    | 0            | 0            | −          | −          | 0                | 0                | 1      | 0      | 1     | 0     |
| Реал Мадрид       | Итого            | 124  | 22   | 22           | 5            | 0          | 0          | 39               | 8                | 5      | 1      | 190   | 36    |
| Манчестер Юнайтед | 2014/15          | 27   | 3    | 5            | 1            | 0          | 0          | −                | −                | 0      | 0      | 32    | 4     |
| Манчестер Юнайтед | Итого            | 27   | 3    | 5            | 1            | 0          | 0          | 0                | 0                | 0      | 0      | 32    | 4     |
| Пари Сен-Жермен   | 2015/16          | 29   | 10   | 4            | 0            | 4          | 2          | 10               | 3                | 0      | 0      | 47    | 15    |
| Пари Сен-Жермен   | 2016/17          | 29   | 6    | 3            | 1            | 3          | 3          | 7                | 4                | 1      | 0      | 43    | 14    |
| Пари Сен-Жермен   | 2017/18          | 30   | 11   | 6            | 7            | 4          | 2          | 5                | 1                | 0      | 0      | 45    | 21    |
| Пари Сен-Жермен   | 2018/19          | 30   | 12   | 4            | 3            | 2          | 0          | 8                | 2                | 1      | 2      | 45    | 19    |
| Пари Сен-Жермен   | 2019/20          | 26   | 8    | 2            | 0            | 3          | 1          | 9                | 3                | 1      | 1      | 41    | 13    |
| Пари Сен-Жермен   | 2020/21          | 27   | 5    | 5            | 0            | 0          | 0          | 10               | 1                | 1      | 0      | 43    | 6     |
| Пари Сен-Жермен   | 2021/22          | 26   | 5    | 0            | 0            | 0          | 0          | 5                | 0                | 0      | 0      | 31    | 5     |
| Пари Сен-Жермен   | Итого            | 197  | 57   | 24           | 11           | 16         | 8          | 54               | 14               | 4      | 3      | 295   | 93    |
| Ювентус           | 2022/23          | 26   | 4    | 4            | 0            | -          | -          | 10               | 4                | 0      | 0      | 40    | 8     |
| Ювентус           | Итого            | 26   | 4    | 4            | 0            | 0          | 0          | 10               | 4                | 0      | 0      | 40    | 8     |
| Бенфика           | 2023/24          | 28   | 9    | 5            | 0            | 3          | 2          | 11               | 5                | 1      | 1      | 48    | 17    |
| Бенфика           | 2024/25          | 25   | 8    | 3            | 3            | 3          | 3          | 13               | 5                | 0      | 0      | 44    | 19    |
| Бенфика           | Итого            | 53   | 17   | 8            | 3            | 6          | 5          | 24               | 10               | 1      | 1      | 92    | 36    |
| Всего за карьеру  | Всего за карьеру | 539  | 116  | 69           | 20           | 34         | 15         | 161              | 42               | 10     | 5      | 812   | 198   |

### Выступления за сборную
| Сборная          | Год              | Отборочные матчи ЧМ | Отборочные матчи ЧМ | Финальные матчи ЧМ | Финальные матчи ЧМ | Кубок Америки | Кубок Америки | Финалиссима | Финалиссима | Товарищеские матчи | Товарищеские матчи | Итого | Итого |
| Сборная          | Год              | Игры                | Голы                | Игры               | Голы               | Игры          | Голы          | Игры        | Голы        | Игры               | Голы               | Игры  | Голы  |
| ---------------- | ---------------- | ------------------- | ------------------- | ------------------ | ------------------ | ------------- | ------------- | ----------- | ----------- | ------------------ | ------------------ | ----- | ----- |
| Аргентина        | 2008             | 1                   | 0                   | -                  | -                  | -             | -             | -           | -           | 0                  | 0                  | 1     | 0     |
| Аргентина        | 2009             | 4                   | 0                   | -                  | -                  | -             | -             | -           | -           | 1                  | 0                  | 5     | 0     |
| Аргентина        | 2010             | -                   | -                   | 5                  | 0                  | -             | -             | -           | -           | 6                  | 2                  | 11    | 2     |
| Аргентина        | 2011             | 2                   | 0                   | -                  | -                  | 3             | 1             | -           | -           | 5                  | 2                  | 10    | 3     |
| Аргентина        | 2012             | 5                   | 2                   | -                  | -                  | -             | -             | -           | -           | 3                  | 1                  | 8     | 3     |
| Аргентина        | 2013             | 5                   | 1                   | -                  | -                  | -             | -             | -           | -           | 4                  | 0                  | 9     | 1     |
| Аргентина        | 2014             | -                   | -                   | 5                  | 1                  | -             | -             | -           | -           | 8                  | 1                  | 13    | 2     |
| Аргентина        | 2015             | 4                   | 0                   | -                  | -                  | 6             | 2             | -           | -           | 3                  | 2                  | 13    | 4     |
| Аргентина        | 2016             | 8                   | 2                   | -                  | -                  | 3             | 1             | -           | -           | 1                  | 0                  | 12    | 3     |
| Аргентина        | 2017             | 6                   | 0                   | -                  | -                  | -             | -             | -           | -           | 4                  | 1                  | 10    | 1     |
| Аргентина        | 2018             | -                   | -                   | 3                  | 1                  | -             | -             | -           | -           | 2                  | 0                  | 5     | 1     |
| Аргентина        | 2019             | -                   | -                   | -                  | -                  | 5             | 0             | -           | -           | 0                  | 0                  | 5     | 0     |
| Аргентина        | 2020             | 2                   | 0                   | -                  | -                  | -             | -             | -           | -           | 0                  | 0                  | 2     | 0     |
| Аргентина        | 2021             | 8                   | 1                   | -                  | -                  | 6             | 1             | -           | -           | 0                  | 0                  | 14    | 2     |
| Аргентина        | 2022             | 3                   | 2                   | 5                  | 1                  | -             | -             | 1           | 1           | 2                  | 2                  | 11    | 6     |
| Аргентина        | 2023             | 4                   | 0                   | -                  | -                  | -             | -             | -           | -           | 3                  | 1                  | 7     | 1     |
| Аргентина        | 2024             | -                   | -                   | -                  | -                  | 5             | 0             | -           | -           | 4                  | 2                  | 9     | 2     |
| Всего за карьеру | Всего за карьеру | 52                  | 8                   | 18                 | 3                  | 28            | 5             | 1           | 1           | 46                 | 14                 | 145   | 31    |

## Достижения

### Командные
«Бенфика»
- Чемпион Португалии: 2009/10
- Обладатель Кубка португальской лиги (3): 2008/09, 2009/10, 2024/25
- Обладатель Суперкубка Португалии: 2023
- Итого: 5 трофеев

«Реал Мадрид»
- Чемпион Испании: 2011/12
- Обладатель Кубка Испании (2): 2010/11, 2013/14
- Обладатель Суперкубка Испании: 2012
- Победитель Лиги чемпионов УЕФА: 2013/14
- Обладатель Суперкубка УЕФА: 2014
- Итого: 6 трофеев

«Пари Сен-Жермен»
- Чемпион Франции (5): 2015/16, 2017/18, 2018/19, 2019/20, 2021/22
- Обладатель Кубка французской лиги (4): 2015/16, 2016/17, 2017/18, 2019/20
- Обладатель Кубка Франции (5): 2015/16, 2016/17, 2017/18, 2019/20, 2020/21
- Обладатель Суперкубка Франции (5): 2016, 2017, 2018, 2019, 2020
- Итого: 19 трофеев

Сборная Аргентины
- Чемпион мира среди молодёжи: 2007
- Олимпийский чемпион: 2008
- Обладатель Кубка Америки (2): 2021, 2024
- Победитель Финалиссимы : 2022
- Чемпион мира: 2022
- Итого: 6 трофеев

### Личные
- Футболист года в Аргентине: 2014
- Лучший ассистент чемпионата Испании: 2013/14[44]
- Лучший ассистент чемпионата Франции (2): 2015/16[45], 2019/20
- Лучший ассистент Лиги чемпионов УЕФА (2): 2013/14, 2019/20[46]
- Команда года по версии УЕФА: 2014
- Входит в состав символической сборной Лиги чемпионов УЕФА: 2013/14[47]
- Входит в состав символической сборной чемпионата мира: 2014[48]
- Член сборной FIFPro: 2014
- Входит в символическую сборную сезона по версии European Sports Media (2): 2015/16, 2019/20

## Личная жизнь
30 июля 2011 года Ди Мария женился на Хорхелине Кардосо. 22 апреля 2013 года у пары родилась дочь Миа. 3 ноября 2017 года родилась вторая дочь Пиа.